# حوزه انتخابیه سیزدهم ایلینوی
حوزه انتخابیه سیزدهم ایلی‌نوی یک حوزه انتخابیه مجلس نمایندگان آمریکا است که در ایالت ایلی‌نوی قرار دارد.